# アルマ・ロゼ

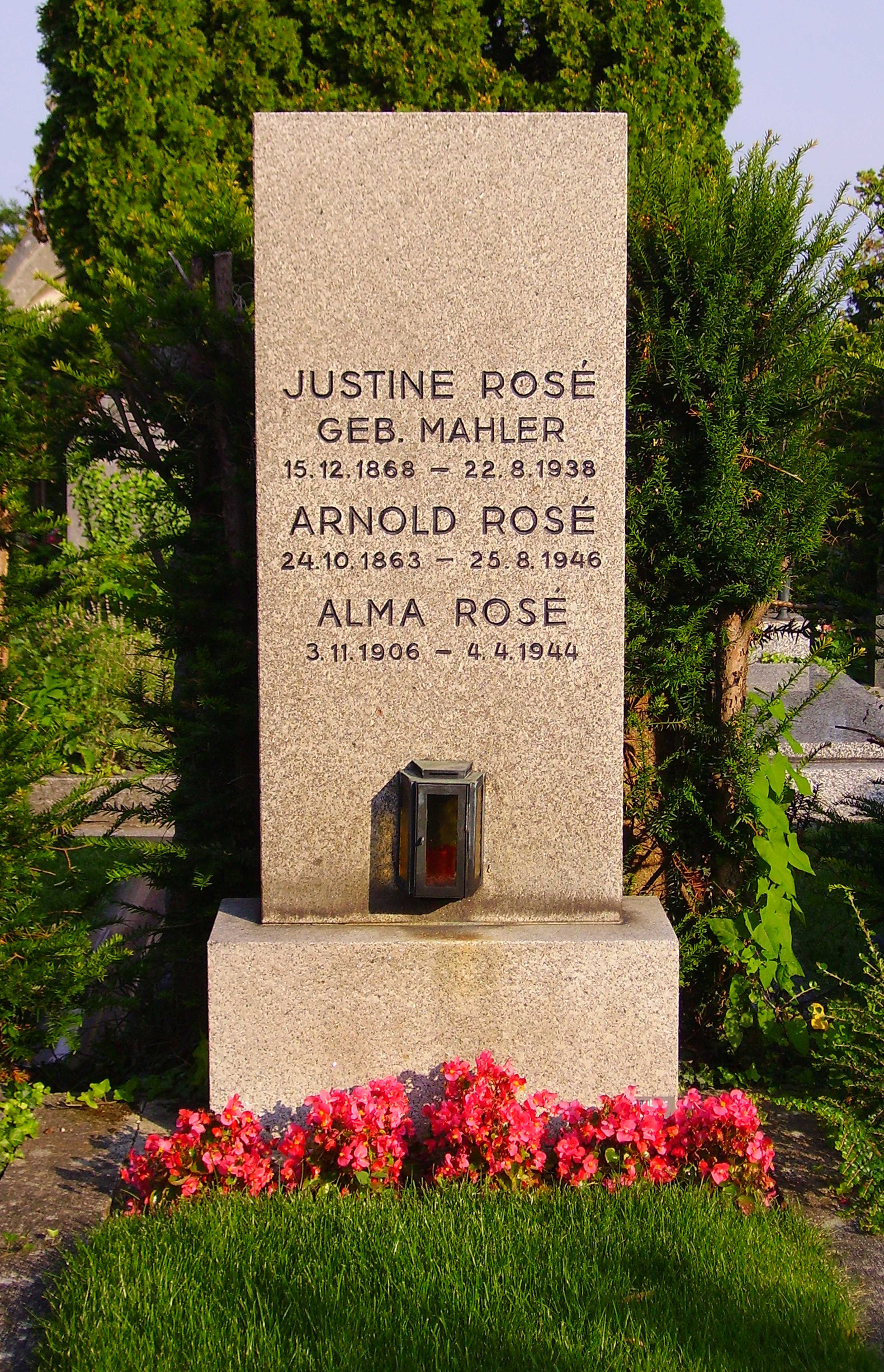
アルマ・ロゼと両親の墓碑

アルマ・マリーア・ロゼ（Alma Maria Rosé, 1906年11月3日 - 1944年4月4日 アウシュヴィッツ）は、オーストリアのヴァイオリニスト。父親はルーマニア出身のユダヤ人のヴァイオリニスト、アルノルト・ロゼで、母親はグスタフ・マーラーの妹ユスティーネである。したがって両親ともにユダヤ系であったため、ナチス政権によってアウシュヴィッツ＝ビルケナウ強制収容所に送致されたが、そこで囚人オーケストラを編成して指揮をし、囚われの音楽家が少しでも生き延びられるように図った。

## 生涯

### 若年期
アルマ・マリーアの名は、伯父の妻であるアルマ・マーラーに由来する。音楽的な家庭環境にあったことから、職業音楽家になるべく専門的な音楽教育を受け、オーストリアでも有数のヴァイオリニストへと成長した。アルマ・ロゼはきわめて評価の高い演奏家であり、1932年には女性楽団員のみのオーケストラも結成している。このオーケストラはきわめて演奏水準が高く、ヨーロッパ各地で演奏旅行も行なった。

### 結婚
20世紀前半の最も偉大な弦楽器奏者のひとりである、チェコ人ヴァイオリニストのヴァーシャ・プシホダ（1900年 - 1960年）と1930年に結婚するが、1935年に破局を迎える。離婚の理由についてはしばしば、プシホダが国家社会主義政権について楽観的な見通しを持っていたためアルマと意見が合わなかったのだと説明されるが、そのような根拠は見当たらない。いずれにせよプシホダは再婚相手もユダヤ人であった。

### 避難と逮捕
1938年の第三帝国によるオーストリア併合の後にアルマは父アルノルトと共に、どうにかロンドンに逃げおおせるも、自分はひとりヨーロッパ大陸に戻ってオランダで演奏活動を行なった。第三帝国がオランダを支配すると、アルマ・ロゼは窮地に立たされる。ドイツ人技師と結婚したが、それも助命にはつながらなかった。フランスに逃げ込んだが、1942年にその地でゲシュタポに逮捕される。ドランシー捕虜収容所で数ヵ月を過ごした後、1943年7月にアウシュヴィッツ強制収容所へ送られた。

### アウシュヴィッツ
アウシュビッツへ到着すると、移送者たちは即ガス室送りになる人々と、強制労働の対象となる登録囚人への選別が行われたが、ロゼは登録囚人の列に振り分けられ、さらに十二、三人の女性たちの小さなグループに並ばされた。この小グループの女性たちは医療実験棟（ブロック10）へ送られることとなった。ロゼはそこで自分がその人体実験により死ぬ運命であることを悟り、「最後の願いとして、ヴァイオリンを弾かせて頂けないでしょうか」と頼み込んだ。この願いは女性囚人管理長のマリア・マンデルに伝えられ、ロゼはヴァイオリンの演奏を披露することとなり、後にアウシュヴィッツの女性オーケストラのリーダーの仕事を担うこととなった。ロゼの到着前、オーケストラはSS-Oberaufseherin（収容所の女性警備隊）のマリア・マンデルのお気に入りのプロジェクトで、ポーランド人教師であるZofia Czajkowskaによって指揮がなされていた。彼女はオーケストラをすぐれたアンサンブルに変えることに貢献した。アンサンブルは主にアマチュアの音楽家と弦楽器、さらにはアコーディオンやマンドリンまでも含む楽器で構成されていた。オーケストラの主要な職務は朝と夕方にメインゲートで演奏をして囚人の送迎をすることであった。オーケストラは囚人とSSのために週末コンサートを開き、SSの職務をもてなした。ガス室の選別の間にオーケストラが演奏をしたかどうかについては諸説ある。ロゼはオーケストラの指揮者として、平均的な収容者を遙かに超える特権ともてなしを与えられた。その例として、ほかの収容者より多くの食事と個室も与えられたことや、メンバーが病気になったときは診察してもらえたことなどが挙げられる。これは、アウシュビッツにおけるユダヤ人の囚人に対する処遇としては破格のものであった。ロゼはオーケストラを指揮し、時にヴァイオリンのソロも演奏した。ユダヤ人の囚人としては異例なことに、彼女は音楽的な能力においてマリア・マンデル、ヨーゼフ・クラマーやヨーゼフ・メンゲレなどに尊敬された。
また、ロゼが指揮したアンサンブルには、チェリストのアニタ・ラスカー=ウォルフィッシュと声楽家兼ピアニストのファニア・フェネロンがいて、それぞれが英語でオーケストラの体験記録を書いた。フェネロンの記録である Playin for Time は同名の映画フィルムとして製作された。その中で、フェネロンはロゼを保身のためにドイツ人にひれ伏し、とりわけ音楽家に対して、罵倒をしている冷たい心を持った独裁者として述べていたため、ロゼの扱いに対して議論を呼んでいる。 他のオーケストラのメンバーは強くこの記録に異議を唱えた。ロゼの最終的な関心は、オーケストラの女性達の福祉を守ることにあった。ロゼは高い音楽性を維持しただけでなく、ナチスの逮捕者を慰めることもあった。ロゼのサポーターによる記録によれば、彼女の在職中のオーケストラのメンバーから死者は出ておらず、彼女の成功の証しとなっている。
ロゼ自身は1944年に死亡した。死因は諸説あり、確定していない。